# Musei di Mequinenza

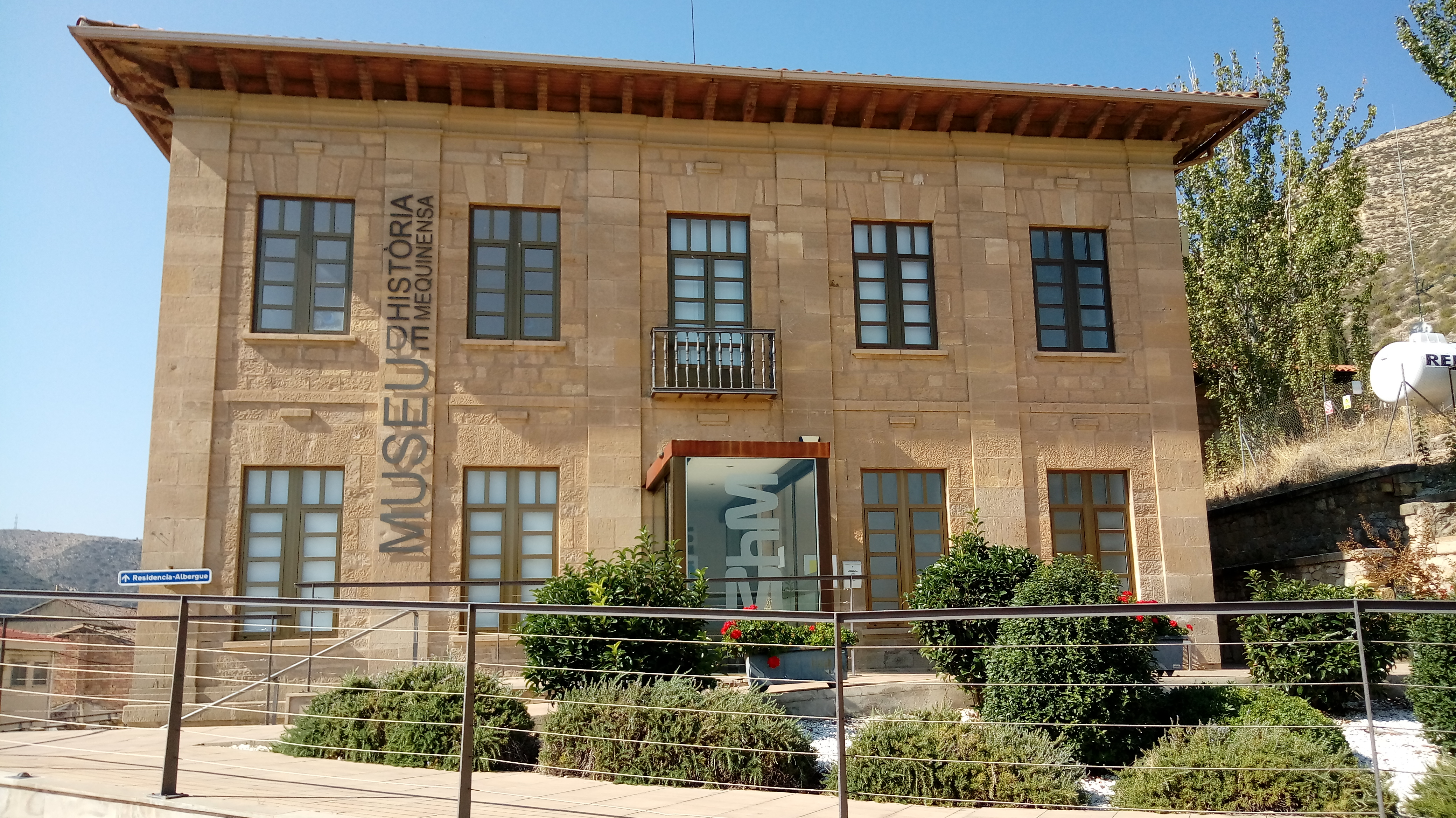
Musei di Mequinenza

I musei di Mequinenza sono tre spazi museali che si trovano a Mequinenza (Aragona, Spagna).
Sono costituiti dal Museo della Miniera, dal Museo di Storia di Mequinenza e dal Museo della Preistoria. Il loro scopo è diffondere il patrimonio minerario e storico della città, e in particolare del centro storico di Mequinenza, scomparso sotto il fiume Evros dopo la costruzione del bacino idrico di Ribarroja. Si trova nel gruppo scolastico María Quintana costruito nel 1927.

## Architettura
L'edificio, che ospita il Museo di Storia di Mequinenza, ha una pianta ad E con corpo centrale allungato che si estende sulla facciata frontale con due anticipi laterali e un altro centrale più prominente. In origine aveva due ingressi laterali che separavano la zona scuola dei ragazzi al piano terra e quella delle ragazze al primo piano. Alle spalle è stato costruito un altro piccolo edificio che ospitava la mensa scolastica e l'asilo.
L'edificio è in pietra squadrata, con copertura a volta in coppi arabi e gronda in legno evidenziata nello stile dei palazzi rinascimentali aragonesi. Le sue finestre sono dritte tranne alcune al piano superiore, sormontate da un arco ribassato. Per il suo aspetto esteriore entra in contatto con le correnti architettoniche regionaliste del primo terzo del Novecento.

## Riconoscimenti
I Musei di Mequinenza fanno parte della Rete iberica degli spazi di geomining dal 2017, dell'associazione degli spazi letterari Espais Escrits e dal 2020 della Rete Globale dei Musei dell'Acqua dell'UNESCO.